# Matvej Mamykin
Matvej Mamykin (Moskou, 31 oktober 1994) was een Russisch wielrenner die reed voor Team Katjoesja en Burgos-BH.

## Carrière
In juli 2015 mocht Mamykin de leiderstrui van de Ronde van de Aostavallei aantrekken nadat hij in de derde etappe, met een voorsprong van bijna drieënhalve minuut op nummer twee Giulio Ciccone, solo over de eindstreep kwam. Een dag later verloor hij de leiderstrui echter al aan Robert Power. Eind augustus van dat jaar won Mamykin de zevende etappe van de Ronde van de Toekomst, waarmee hij een derde plek in het eindklassement veiligstelde. Daarnaast won hij in deze ronde het bergklassement met een voorsprong van slechts twee punten op Guillaume Martin.
Voor het seizoen 2016 tekende hij een contract bij Team Katjoesja. Zijn debuut voor deze ploeg maakte hij in de Ronde van Valencia. In deze vijfdaagse wedstrijd, die dat seizoen voor het eerst sinds 2008 weer op de kalender stond, wist de jonge Rus geen enkele keer bij de beste vijftig renners te eindigen. In februari wist hij vijfde te worden in het jongerenklassement van de Ronde van de Algarve, waarna hij in maart deelnam aan zijn eerste World Tourwedstrijd: de Ronde van Catalonië. In juni werd Mamykin negende op het nationaal kampioenschap tijdrijden, op ruim twee minuten van winnaar Sergej Tsjernetski. In de Ronde van Burgos eindigde hij, mede door een tiende plaats in de laatste etappe, op de achtste plaats in het algemeen klassement. Hierdoor schreef hij met een voorsprong van 57 seconden op Merhawi Kudus het jongerenklassement op zijn naam. In augustus stond Mamykin aan de start van zijn eerste Grote Ronde: de Ronde van Spanje. In de vijftiende etappe, met aankomst bergop, kwam hij het dichtst bij een overwinning: vanuit de aanval van de dag eindigde hij een minuut en zestien seconden achter winnaar Gianluca Brambilla als achtste. Na de Vuelta nam hij deel aan het eerste Europese kampioenschap voor profs, waar hij op plek 26 eindigde. Zijn seizoen sloot hij af met een zestiende plek in de Ronde van Lombardije.

## Palmares

### Overwinningen
2015
3e etappe Ronde van de Aostavallei
7e etappe Ronde van de Toekomst
Bergklassement Ronde van de Toekomst
2016
Jongerenklassement Ronde van Burgos

### Resultaten in voornaamste wedstrijden
| Jaar | Ronde van Italië | Ronde van Frankrijk | Ronde van Spanje |
| ---- | ---------------- | ------------------- | ---------------- |
| 2016 |                  |                     | 24e              |
| 2017 | 87e              |                     | opgave           |

| Jaar | Luik-Bast.‑Luik | Ronde van Lombardije |  | Wereldranglijsten |
| ---- | --------------- | -------------------- |  | ----------------- |
| 2016 |                 | 16e                  |  |                   |
| 2017 | 132e            |                      |  | 305e (UWT)        |

### Resultaten in kleinere rondes
| Jaar | Tirreno-Adriatico | Ronde van Catalonië | Ronde van het Baskenland | Ronde van Romandië | Ronde van Zwitserland | Ronde van Polen |
| ---- | ----------------- | ------------------- | ------------------------ | ------------------ | --------------------- | --------------- |
| 2016 |                   | 87e                 |                          |                    | 31e                   | 14e             |
| 2017 | 113e              |                     | 80e                      | 66e                | 20e                   | 64e             |
| 2018 |                   |                     | opgave                   |                    |                       |                 |

## Ploegen
- 2014 –  Team 21
- 2015 –  Itera-Katjoesja
- 2016 –  Team Katjoesja
- 2017 –  Team Katjoesja Alpecin
- 2018 –  Burgos-BH
- 2019 –  China Continental Team of Gansu Bank
- 2020 –  Cambodia Cycling Academy
- 2021 –  Team NIPPO-Provence-PTS Conti

Belych · Garejsjin · Giliazov · Jakimov · Jegorov · Koegaevski · Mamykin · Mezjetsjev · Nemykin · Rozin · Ryabkin · Sjajmoeratnov · Stepanov · Tsjirkov · Zjoejkov · Zjoetsjkov · Loekonin (stagiair)
Belych · Borovik · Frolov · Ignatiev · Krivosjejev · Loekonin · Loetsenko · Mamykin · Nemykin · Nikolajev · Pokidov · Pomosjnikov · Razoemov · Rozin · A.Samochvalov · D.Samochvalov · Zjoejkov
Belkov · Bystrøm · Guarnieri · Haller · Isajtsjev · Koeznetsov · Kotsjetkov · Kozontsjoek · Kristoff · Lagoetin · Losada · Machado · Mamykin · Mørkøv · Politt · Porsev · Restrepo · Rodríguez · Silin · Špilak · Taaramäe · Tsatevitsj · Tsjernetski · Van den Broeck · Vicioso · Vorganov · Vorobjov · Zakarin · Maes (stagiair)
Belkov · Biermans · Bystrøm · Gonçalves · Haller · Hollenstein · Kišerlovski · Koeznetsov · Kotsjetkov · Kristoff  · Lammertink · Losada · Machado · Mamykin · Martin   · Mathis · Mørkøv · Planckaert · Politt · Restrepo · Špilak · Taaramäe · Vicioso · Würtz Schmidt · Zabel · Zakarin · Havik (stagiair)
Cabedo · Cubero · Ezquerra · González · Herklotz · Langellotti · López · Mamykin · Mendes · Merino · Mitri · Robredo · Rubio · Salas · Sessler · Simón · Torres